# Uli M Schueppel

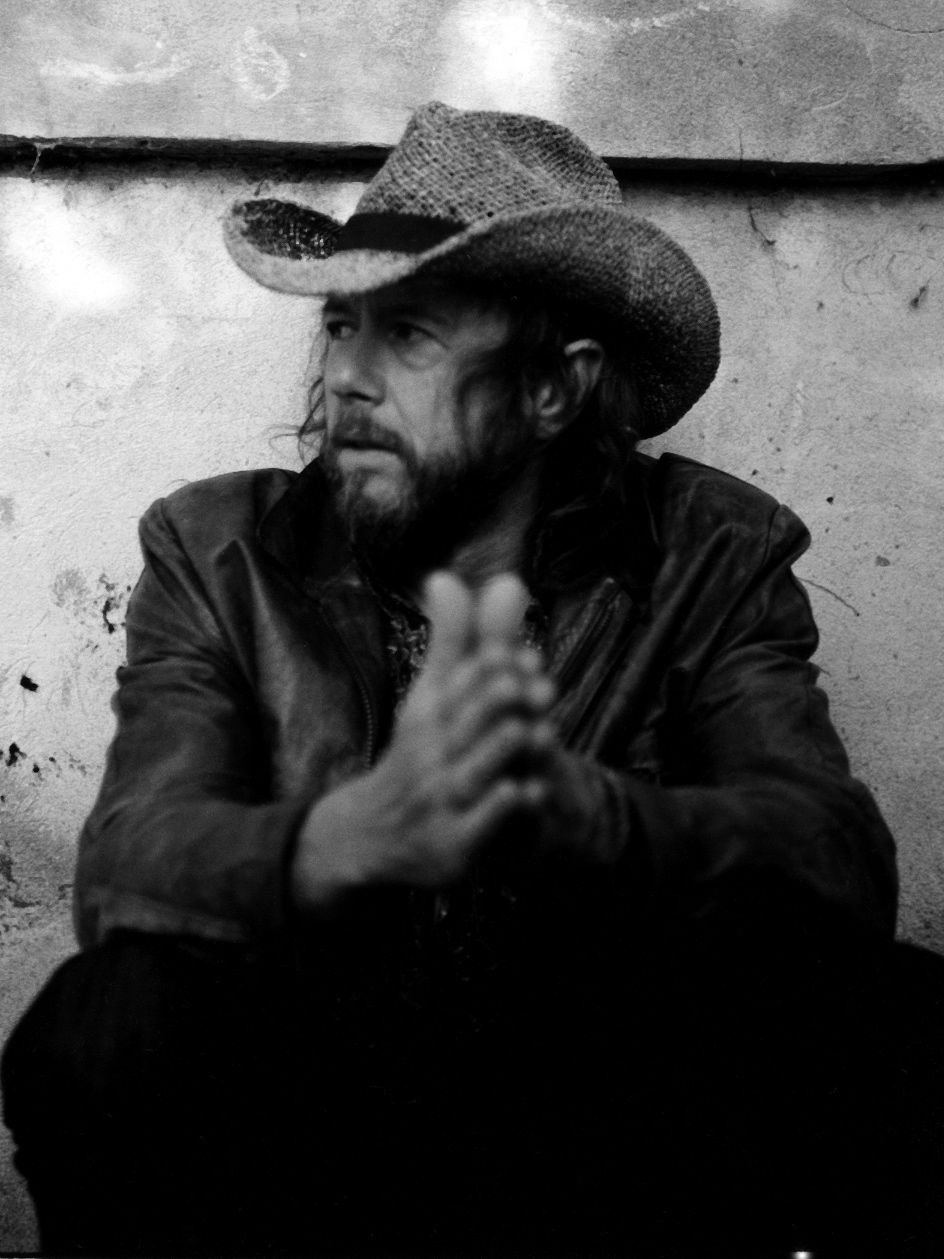
Uli M Schueppel, 2010 fotografiert von Joe Dilworth

Uli M Schueppel (* 7. Mai 1958 in Erbach (Odenwald) als Ulf Schüppel) ist ein deutscher Filmregisseur und Dokumentarfilmer. Das M in der Mitte seines Namens ist keine Abkürzung eines Vornamens, sondern eine Referenz auf den Elvis-Presley-Song Trouble: My middle name is misery und wird korrekterweise ohne Abkürzungspunkt geschrieben.

## Leben und Werk

### Kindheit und Jugend
Schueppel ist der Sohn des bildenden Künstlers und Autors Hem Schüppel und der Pädagogin Christine Schüppel, geb. Irmer und hat noch eine jüngere Schwester, Heike (* 1961). Der Vater geriet wegen Opposition in der DDR in politische Haft, die ihn bis in das sowjetische Arbeitslager Workuta führte. Durch die Aufnahme diplomatischer Beziehungen zwischen der Sowjetunion und der BRD kam er 1955 im Rahmen der Heimkehr der Zehntausend mit vielen weiteren politischen Häftlingen überraschend frei und siedelte in den Westen um. Die Mutter siedelte 1957 aus und zog mit ihrem Mann nach Güttersbach, wenig später wurden der Sohn Ulf und die Tochter geboren. Als der Vater eine Berufung als Professor für Ästhetik und Kommunikation an der Fachhochschule Frankfurt am Main annahm, siedelte die Familie nach Friedrichsdorf im Taunus um. Schueppel besuchte das Humboldt-Gymnasium in Bad Homburg vor der Höhe bis zum Abitur. Nach dem Zivildienst und mehrmonatigen Aufenthalt in Paris studierte er Germanistik, Romanistik und Linguistik an der Universität Heidelberg. Neben dem Studium war er Teil der Spoken-Words-Gruppe Poesie & Krach, die neben etlichen Musikkassetten auch limitierte Texthefte (u. a. NoMade in Germany, VipDip Deluxe, Eine Überdosis Aspirin) veröffentlichte. Zudem drehte Schueppel erste Kurzfilme und schrieb Filmkritiken für verschiedene Frankfurter Film- und Stadtmagazine. Als ihm bewusst wurde, dass all seine Ausrichtungen sich immer mehr in Richtung Film bewegten, brach Schueppel sein Studium ab und zog 1983 nach West-Berlin.

### 1980er Jahre
Von 1984 begann Schueppel sein Studium an der Deutschen Film- und Fernsehakademie Berlin. Es entstanden die ersten Kurzfilme playBack2 (1985) und Kopierer gegen Kopierer (1986). Die Ideen zum ersten längeren Spielfilm Nihil, oder alle Zeit der Welt entstanden 1988 in den legendären Hansa-Tonstudios, während Schueppel über einige Monate den befreundeten Musiker der Bands Einstürzende Neubauten, Nick Cave and the Bad Seeds und Crime & the City Solution während ihrer Plattenaufnahmen Gesellschaft leistete. Viele Freunde Schueppels spielten in ihm Rollen, wie Friedrich Wall, Olivier Picot, Gesine Bohle, Kai Fuhrmann und Blixa Bargeld. Alexander Hacke komponierte den Soundtrack. Nihil gewann diverse Preise wie den Special-Jury-Award, des World Film Festival in Montreal 1988, die Filmmusik gewann 1989 den zweiten Platz des Nino-Rota-Preises für Filmmusik, der Trossinger Filmtage. Die internationale Filmzeitschrift Filmfaust widmete dem Film die Titelgeschichte.
Von 1988 an leitete und moderierte Schueppel parallel zum Studium zusammen mit dem Musiker Johannes Beck einmal wöchentlich die nächtliche Radiosendung Slime-Line Show auf dem links-alternativen Sender Radio 100. Der Sender setzte die Show ab, nachdem Schueppel und Beck im Oktober 1989 während einer Live-Sendung einen fiktiven Mauerfall inszenierten und die Telefone bzw. Mikrofone emotionalen und auch politisch „nicht-korrekten“ Reaktionen der Zuhörer öffneten.
Schueppel schloss 1989 sein Filmstudium mit dem Dokumentarfilm "The Road To God Knows Where" & "Live At The Paradiso" ab. Der Film dokumentiert die Nordamerika-Tournee von Nick Cave & The Bad Seeds im Jahr 1989. Thema von "The Road To God Knows Where" & "Live At The Paradiso"  war das Rockmusikgeschäfts Ende der 1980er Jahre. Neben Nick Cave und seiner Band, kommen auch andere international bekannten Rock-Größen dieser Zeit zu Wort, wie Mick Harvey, Blixa Bargeld, Kid Congo Powers, Lydia Lunch, Rayner Jesson und Thomas Wydler. Die Leser und Journalisten des englischen Magazins Total Film wählten im Mai 2008 "The Road To God Knows Where" & "Live At The Paradiso" in die 20 besten Musikfilme aller Zeiten.

### 1990er Jahre
Zusammen mit der kanadisch-britischen Künstlerin Susan Turcot realisierte Schueppel 1990 den Kurzfilm A Priori (Filmmusik: Alexander Hacke). Im gleichen Jahr drehte Schueppel die Dokumentation The Song, in der er die Musiker von Nick Cave & The Bad Seeds im Hansa-Tonstudio bei der Entstehung des Songs Till The End Of The World für den Wim-Wenders-Film Bis ans Ende der Welt porträtiert. The Song wurde 2004 neu arrangiert und in einer gekürzten Version wiederveröffentlicht.
1992 entstand Schueppels erster abendfüllender Spielfilm Vaterland. Der Film thematisiert die Reise eines Algeriers, der seine kleinen Sohn durch ein kaltes Nachwende-Deutschland entführt. Die Filmmusik wurde wieder von Alexander Hacke und Mick Harvey komponiert. Vaterland gewann, trotz eingereichter Protestnote des Vatikans an die Jury in Amiens, 1993 den OCIC Award.
1993 dreht Schueppel Jahre der Kälte über den Weg politischer Häftlinge aus den Anfängen der DDR bis in die Gulags von Sibirien. Mit dem Film arbeitete er gleichzeitig die Geschichte seines Vaters Hem Schueppel auf. Die Filmmusik wurde von Blixa Bargeld komponiert und unter Bargeld – Commissioned Music veröffentlicht.
1995 entstand Sid&Nancy/Ex&Pop, eine Dokumentation des intensiven, bisweilen auch chaotischen Prozess der Entstehung des Theaterstücks Sid & Nancy basierend auf dem Film Sid and Nancy. In dem Film spielten Ben Becker, Meret Becker, Alexander Hacke, Otto Sander und Barbara Philipp.
1997 drehte er Der Platz über die synthetische Schaffung eines vermeintlichen Zentrums der Hauptstadt, den der Potsdamer Platz repräsentieren soll. Der Platz ist der erste Teil der Gesänge-Trilogie, in welchem sich Schueppel mit der Definition von Emotionaler Geographie auseinandersetzt. Die Filmmusik stammt von FM Einheit. Aus dem gedrehten Material schnitt Schueppel mit FM Einheit noch einen gänzlich unterschiedlichen Kurzfilm: Im Platz (ReMix-Potsdamer Platz) basierend auf einem Gedicht des expressionistischen Dichters Paul Zech aus dem Jahr 1920 über den Potsdamer Platz, gesprochen von Otto Sander.

### 2000er Jahre
1999/2000 produzierte und drehte Uli M Schueppel mit Planet Alex einen der ersten in Deutschland einen abendfüllenden Spielfilme auf Mini-DV. Planet Alex erzählt von jungen Menschen und ihren Geschichten rund um den Berliner Alexanderplatz mit Marie Zielcke, Baki Davrak, Nadeshda Brennicke, Ben Becker, Andreas Schmidt, Birol Ünel, Marusha, Meret Becker, Regine Zimmermann, u. v. a. Der Soundtrack wurde von Mick Harvey und Alexander Hacke gemeinsam komponiert. Planet Alex lief auf unzähligen internationalen Festival, bis hin zum Museum of Modern Art, und wurde vom ZDF für den Deutschen Fernsehpreis 2002 in den Kategorien Beste Filmmusik und Beste weibliche Nebendarstellerin nominiert.
Für das Berlin Beta Filmfest initiierte Schueppel 2001 den digital fiction-award. In dem 2002 umorganisierten Festival unter neuem Namen b.film & digital vision Festival ist Schueppel als Kurator der digital vision Sektion und für die Programmierung der Filme zuständig. Bei der Konferenz des im Rahmen der Medienwoche Berlin-Brandenburg war er als Kurator für den Bereich digital entertainment verantwortlich. In zahlreichen Konferenzen und Panels referierte er daraufhin über das digitale Filme machen.
Von den Internationalen Filmfestspielen Berlin bekam Schueppel 2001 den Auftrag den offiziellen Berlinale Trailer/Opener zu schaffen. Seit 2002 eröffnet diese Computeranimation, die in Zusammenarbeit mit der Filmproduktionsfirma Das Werk – Berlin entstand, sämtliche Filme in allen Sektionen des Festivals. Als weitere Computeranimation schuf Schueppel 2003 den Delphi-Trailer/Opener für den Delphi-Filmverleih.
Von 2002 an war Schueppel regelmäßig als Gastdozent für Dramaturgie und Regie an der Deutschen Film- und Fernsehakademie Berlin, sowie an der Niederländischen Film- und Fernsehakademie, Amsterdam tätig und leitete verschiedene Workshops/Masterclasses zum Thema Musik-Dokumentarfilm.
2005 drehte er den Essayfilm Santos – Heldentaten, die keiner braucht mit Ben Becker und Peppi Streich, der bei den 39. Hofer Filmtagen uraufgeführt wurde. 2006 den Dokumentarfilm BerlinSong, einen Musikfilm über den Mythos Berlin. 2006/2007 entstanden verschiedene Foto/Video-Arbeiten/Installationen in Zusammenarbeit mit der norwegischen Fotografin Marie Sjoevold. Die in Oslo, Kopenhagen, Dänemark und Jogjakarta gezeigt wurden
2007/2008 drehte er den zweiten Teil seiner "Gesänge"-Trilogie, den Filmessay Der Tag, Thema ist die Auseinandersetzung mit dem Tod. Die Filmmusik stammt wieder von FM Einheit. Der Tag erhält 2009 den New Berlin Film Award (Preis der Ökumenischen Jury) beim Achtung Berlin Festival.
2007/2008 drehte Schueppel den Dokumentarfilm Von Wegen über das erste Konzert der Einstürzenden Neubauten im Kulturhaus des VEB Elektrokohle Lichtenberg, in Ost-Berlin. Schueppel verband darin bereits 1989 von ihm gedrehtes Filmmaterial mit aktuellen Szenen. Das damalige Konzert wurde vom Schriftsteller Heiner Müller mitinitiiert, der auch eine Ansprache hielt, und neben dem französischen Kulturminister Jack Lang auch noch andere Mitglieder der französischen Ministerdelegation Backstage bringt. Von Wegen lief im Programm der 59. Internationalen Filmfestspiele Berlin im Panorama. Unter dem Verleihtitel Elektrokohle (Von Wegen) kam er in die Kinos und wurde auf zahlreichen internationalen Festivals und weltweit auf Veranstaltungen aus Anlass des 20-jährigen Jubiläums des Mauerfalls gezeigt.
2009 erhält Schueppel den "Underground Spirit Award" (16. European Film Festival Palic) für "seine außergewöhnlichen Leistungen im unabhängigen Film".

### 2010er Jahre
2010 veröffentlichte Schueppel tranzania.living.room. Der Film beschreibt eine Reise zwischen Tansania und Deutschland. Uraufgeführt wurde er im Programm des 39. International Film Festival Rotterdam.
2010/2011 entstanden Brötzmann – Da gehört die Welt mal mir der von der Gruppe Caspar Brötzmann Massaker von Caspar Brötzmann handelt. Der Film lief 2012 im offiziellen Programm der 62. Internationalen Filmfestspiele Berlin im Panorama.
2013 veröffentlichte Schueppel als erster europäischer Autorenfilmer seine Filmographie als VoD (Video on Demand) über die eigene Homepage – dies als Reaktion auf die seiner Ansicht nach „ungerechte Vermarktungspraxis der konzerngesteuerten Film-Plattformen“ und um aufzuzeigen, „dass es für unabhängige FilmemacherInnen und ProduzentInnen eigene Vermarktungswege im Internet gibt“.
2014 erhielt Schueppel auf dem 5. SPFF (Int. Music Documentary Festival, Croatia) den „Lifetime-Award“ „für seine außergewöhnlichen Leistungen im Musik-Dokumentarfilm und dessen Industrie“.
2017 zeigte „documenta 14“ THE ROAD, To God Knows Where in einer vom Kurator Adam Szymcyk zusammengestellten Auswahl „bedeutender Filme“. Als Creativ-Director gestaltet er (in Zusammenarbeit mit Arri) seit diesem Jahr die Trailer/Opener aller DFFB-Filme (Deutsche Film- und Fernsehakademie), im selben Jahr entsteht auch für das Duo HACKEDEPICCIOTTO (Alexander Hacke & Daniele de Picciotto) das Musikvideo zum Song „Dreamcatcher“.
2019 hat der Spielfilm Der Atem im offiziellen Programm der „69. Int.  Filmfestspiele Berlin“ seine Weltpremiere. „Der Atem“ ist nach „Der Platz“ und „Der Tag“, der dritter Teil von Schueppels „Gesänge“-Trilogie zu den Themen Raum, Zeit und Körper.
Uli M Schueppel lebt in Berlin und hat einen Sohn (* 2000). Seit 2018 ist er verheiratet mit der Fotografin Patricia Morosan.

## Filmografie (Auswahl)
- 1988: Nihil, oder Alle Zeit der Welt
- 1990: "The Road To God Knows Where" & "Live At The Paradiso"
- 1992: Vaterland
- 1994: Jahre der Kälte
- 1996: Sid&Nancy – Ex&Pop
- 1997: Der Platz
- 2000: Planet Alex
- 2004: The Song
- 2005: SANTOS – Heldentaten, die keiner braucht
- 2007: BerlinSong
- 2008: Der Tag
- 2009: Elektrokohle – Von Wegen
- 2010: tranzania.living.room
- 2012: Brötzmann, Da gehört die Welt mal mir
- 2019: Der Atem

## Musikvideos
- 1988: Lost In Music – Risiko – Anita Lane & Mick Harvey
- 1990: The Gun – Crime & the City Solution
- 2005: Hank Williams Said It Best – Mick Harvey
- 2008: Godman – Singapore Sling, Summer Garden – Henrik Bjornsson ("Songs&Trees"-Serie), Pokokok – Zai Kuning,
- 2009: Free And Easy – Anton Newcombe, "Songs&Trees"-Serie, Tree Song – Robert Rutman ("Songs&Trees"-Serie)
- 2010: Bassy – Lucky Laughing Panda, Autumn Song – Will Carruthers ("Songs&Trees"-Serie), The Ballad Of Jay Givens – Mick Harvey ("Songs&Trees"-Serie)
- 2012: Crocodile – The Sun and the Wolf
- 2013: I go to sleep – Anika
- 2018: Dreamcatcher – HACKEDEPICCIOTTO

## Auszeichnungen
- 1988: Montreal Filmfestival – "Special Jury Award" (für Nihil)
- 1989: Filmfestival Wilhelmshaven – "Belobigung der Jury" (für Nihil)
- 1989: Trento Cinema – 2nd Nino Rota-Price (für Nihil)
- 1993: Internationaler Filmpreis der Katholischen Kirche/OCIC-Award, Amiens (für Vaterland)
- 2009: New Berlin Film Award – Preis der Ökumenischen Jury (für Der Tag)[11][12]
- 2009: European Film Festival Palic – "Underground Spirit Award" (für Lebenswerk)[13][14]
- 2014: 5. SPFF (Int. Music Documentary Festival, Croatia) – "Lifetime-Award" (für seine außergewöhnlichen Leistungen im Musik-Dokumentarfilm und dessen Industrie).
- 2018: The Guardian wählt „The Road, to God Knows Where“, in seiner Auswahl der besten 20 Musik-Dokumentarfilme aller Zeiten, auf Platz 13[15].